# The Condemned
The Condemned är en action/thriller från 2007 med bland andra Steve Austin och Vinnie Jones.

## Handling
Filmen handlar om några fångar som har blivit dömda till döden. En stenrik TV-producent bestämmer sig för att välja ut 10 stycken fångar och isolera dem på en öde ö. Där ska fångarna få slåss mot varandra på liv och död, endast den siste överlevande kommer därifrån. Allt som händer på ön filmas och sänds utan fångarnas vetskap som en dokusåpa via Internet. Miljontals människor tittar på kampen varje dag.
En stor del av filmens handling bygger på den japanska actionfilmen "Battle Royale".